# موونت شاستا (كاليفورنيا)
موونت شاستا (بالإنجليزية: Mount Shasta )‏ هي إحدى مدن مقاطعة سيسكييوو، كاليفورنيا. تم إعطاءها لقب مدينة في 31 مايو، 1905.

## المناخ
يظهر الجدول التالي التغييرات المناخية على مدار السنة لموونت شاستا:
| البيانات المناخية لـموونت شاستا   | البيانات المناخية لـموونت شاستا | البيانات المناخية لـموونت شاستا | البيانات المناخية لـموونت شاستا | البيانات المناخية لـموونت شاستا | البيانات المناخية لـموونت شاستا | البيانات المناخية لـموونت شاستا | البيانات المناخية لـموونت شاستا | البيانات المناخية لـموونت شاستا | البيانات المناخية لـموونت شاستا | البيانات المناخية لـموونت شاستا | البيانات المناخية لـموونت شاستا | البيانات المناخية لـموونت شاستا | البيانات المناخية لـموونت شاستا |
| الشهر                             | يناير                           | فبراير                          | مارس                            | أبريل                           | مايو                            | يونيو                           | يوليو                           | أغسطس                           | سبتمبر                          | أكتوبر                          | نوفمبر                          | ديسمبر                          | المعدل السنوي                   |
| --------------------------------- | ------------------------------- | ------------------------------- | ------------------------------- | ------------------------------- | ------------------------------- | ------------------------------- | ------------------------------- | ------------------------------- | ------------------------------- | ------------------------------- | ------------------------------- | ------------------------------- | ------------------------------- |
| الدرجة القصوى °ف (°م)             | 67 (19)                         | 72 (22)                         | 80 (27)                         | 86 (30)                         | 97 (36)                         | 99 (37)                         | 102 (39)                        | 105 (41)                        | 103 (39)                        | 93 (34)                         | 80 (27)                         | 72 (22)                         | 105 (41)                        |
| متوسط درجة الحرارة الكبرى °ف (°م) | 43.0 (6.1)                      | 47.5 (8.6)                      | 52.0 (11.1)                     | 59.0 (15.0)                     | 67.7 (19.8)                     | 75.9 (24.4)                     | 87.9 (31.1)                     | 83.7 (28.7)                     | 77.3 (25.2)                     | 65.1 (18.4)                     | 50.9 (10.5)                     | 43.6 (6.4)                      | 62.8 (17.1)                     |
| متوسط درجة الحرارة الصغرى °ف (°م) | 25.8 (−3.4)                     | 28.2 (−2.1)                     | 30.0 (−1.1)                     | 33.5 (0.8)                      | 39.8 (4.3)                      | 46.1 (7.8)                      | 50.4 (10.2)                     | 48.6 (9.2)                      | 43.8 (6.6)                      | 37.1 (2.8)                      | 30.5 (−0.8)                     | 26.3 (−3.2)                     | 36.7 (2.6)                      |
| أدنى درجة حرارة °ف (°م)           | 2 (−17)                         | −3 (−19)                        | 11 (−12)                        | 15 (−9)                         | 23 (−5)                         | 28 (−2)                         | 35 (2)                          | 34 (1)                          | 27 (−3)                         | 15 (−9)                         | 6 (−14)                         | −13 (−25)                       | −13 (−25)                       |
| الهطول إنش (مم)                   | 7.11 (181)                      | 6.30 (160)                      | 5.20 (132)                      | 2.83 (72)                       | 1.87 (47)                       | 1.01 (26)                       | 0.34 (8.6)                      | 0.38 (9.7)                      | 0.79 (20)                       | 2.26 (57)                       | 5.12 (130)                      | 6.74 (171)                      | 39.94 (1٬014)                   |
| متوسط تساقط الثلوج إنش (سم)       | 27.2 (69)                       | 18.6 (47)                       | 15.4 (39)                       | 7.4 (19)                        | 0.7 (1.8)                       | 0.0 (0.0)                       | 0.0 (0.0)                       | 0.0 (0.0)                       | 0.0 (0.0)                       | 0.4 (1.0)                       | 9.4 (24)                        | 23.8 (60)                       | 102.9 (261)                     |
| متوسط الأيام الممطرة              | 13                              | 12                              | 13                              | 10                              | 8                               | 5                               | 2                               | 2                               | 3                               | 6                               | 11                              | 13                              | 98                              |
| المصدر: Weatherbase               |                                 |                                 |                                 |                                 |                                 |                                 |                                 |                                 |                                 |                                 |                                 |                                 |                                 |

## أعلام
- أنيتا لوس
- آن ليتل
- صموئيل إس. مونتاغيو
- رالف ستيفان